# Гонарс
Гонарс (итал. Gonars) — коммуна в Италии, располагается в регионе Фриули-Венеция-Джулия, в провинции Удине.
Население составляет 4725 человек (2008 г.), плотность населения составляет 233 чел./км². Занимает площадь 20 км². Почтовый индекс — 33050. Телефонный код — 0432.
Покровителем коммуны почитается святой Канциан, празднование 30 мая.

## Демография
Динамика населения:

## Администрация коммуны
- Официальный сайт: http://www.comune.gonars.ud.it